# Gereja Ayam
Gereja Ayam (in indonesiano "chiesa gallina") è il nome con cui è noto un luogo di culto multireligioso situato nel territorio di Magelang, sull'isola di Giava in Indonesia.

## Storia

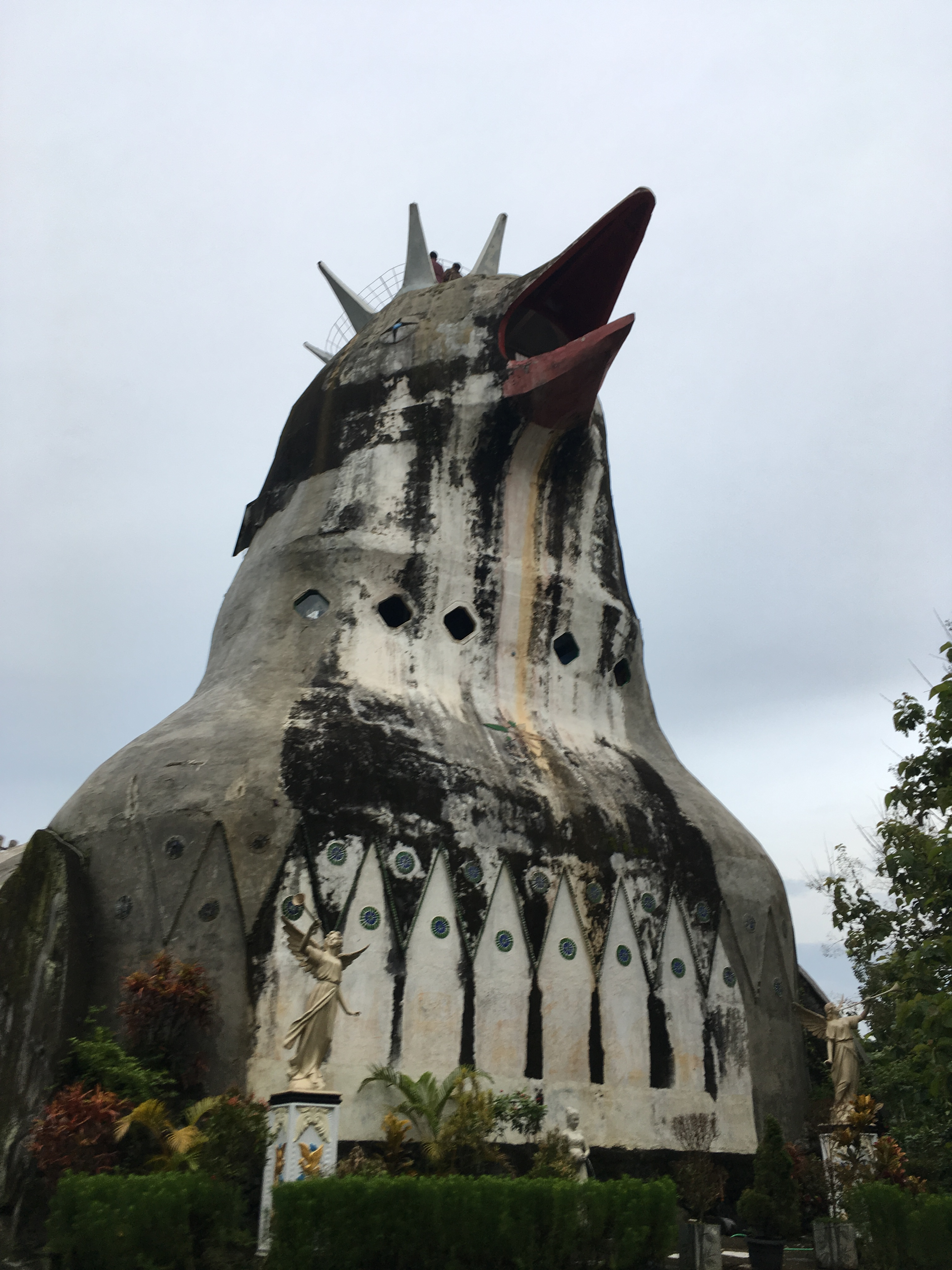
La facciata

La costruzione di questo edificio è dovuta al giavanese Daniel Alamsjah (nato il 17 ottobre 1943), che nel 1988 avrebbe avuto la visione di un grande tempio a forma di colomba sulla cima di una collina; sebbene egli sia cristiano, in questa visione una voce gli chiedeva che il tempio fosse un luogo di culto per fedeli di tutte le religioni. Inizialmente Alamsjah liquidò la cosa come frutto di un'allucinazione, ma si decise poi a costruirlo quando un suo collega lo invitò a vedere l'alba su una collina chiamata Bukit Rhema: Alamsjah la riconobbe come il posto che aveva visto in sogno, e nel giro di poche settimane aveva già comprato un appezzamento di 5000 metri quadrati e aveva richiesto la concessione edilizia. La costruzione cominciò nel 1992, supervisionata nei fine settimana da Alamsjah (che all'epoca lavorava come project manager) ed eseguita da un gruppo di trenta uomini del posto; i lavori proseguirono per una decina d'anni, nonostante un'enorme quantità di proteste (principalmente causate da un articolo di giornale del 1996 che affermava che "un cristiano stava costruendo una chiesa in un quartiere musulmano"), e dovettero infine arrestarsi nel 2000 per mancanza di fondi. Cionondimeno la struttura, quasi completa, venne aperta al pubblico nel corso degli anni 1990: ai piani superiori venivano celebrate funzioni religiose, mentre quelli inferiori erano impiegati per opere di aiuto sociale, come la riabilitazione e l'aggregazione giovanile.
Dopo lo stop ai lavori, Gereja Ayam cadde in progressivo abbandono per circa quindici anni, dopodiché cominciò a diventare famosa fra i turisti in visita al tempio di Borobudur, situato a meno di 3 km di distanza. Il flusso di curiosi aumentò esponenzialmente grazie alla diffusione delle immagini su internet e ad alcuni articoli di giornale (ad esempio due del The Daily Mail e dell'Huffington Post, entrambi del 13 luglio 2015), rendendola una celebre attrazione turistica; venne anche scelta come set per Ada Apa Dengan Cinta? 2, sequel del celebre film indonesiano Ada Apa Dengan Cinta?. Cogliendo la palla al balzo, Alamsjah fissò un prezzo di diecimila rupie (meno di un dollaro) a persona per l'ingresso, che gli permise di riprendere la costruzione e la decorazione.
All'edificio è dedicata una parte del film documentario del 2016 Dentro l'inferno, in cui si espone una teoria secondo cui sarebbe in qualche modo legato a un vicino vulcano.

## Descrizione
L'edificio è generalmente noto come "chiesa", ma si tratta in realtà di una sala di preghiera aperta a tutte le fedi religiose; dall'esterno appare come una grande struttura con una testa da uccello sopraelevata, con becco aperto e sormontata da una coroncina su cui si può salire per ammirare il panorama, e un ventaglio di piume caudali. La corona non era inizialmente a progetto e venne aggiunta da Alamsjah in corso d'opera per simboleggiare la regalità, ma finì per dare alla colomba l'aspetto di una gallina (da cui il suo soprannome).
L'interno ha sette piani, ornati da piastrelle decorate, pitture di nuvole sui soffitti e scene tratte dalla mitologia indonesiana sulle pareti; nei sotterranei si trovano dodici stanze di preghiera e sul retro è stato aperto un bar.